# شرکت بین‌المللی کاربردهای علمی
شرکت بین‌المللی کاربردهای علمی یک شرکت مهندسی و فناوری اطلاعات در ایالات متحده آمریکا است که کار آن ارائه خدمات به حکومت فدرال ایالات متحده آمریکا و پشتیبانی در زمینه فناوری اطلاعات، خدمات می‌دهد.

## تاریخچه
شرکت بین‌المللی کاربردهای علمی را جان رابرت بیستر در سال ۱۹۶۹ (میلادی) بنیان‌گذاری کرد. سپس در ۲۷ سپتامبر ۲۰۱۴ با حفظ نام، به یک شرکت با ارزش ۴ میلیارد دلار آمریکا اسپین-آف شد. درحالیکه شرکت مادر آن، نام خود را به لایدوس تغییر داد. به دنبال این جدایی، آنتونی جی. موراکو به جایگاه مدیر عامل اجرایی شرکت بین‌المللی کاربردهای علمی و جان پی. جامپر به جایگاه مدیر عامل اجرایی لایدوس رسید. انگیزه بنیادی برای اسپین-آف، تضاد منافع در آیین‌نامه مالکیت فدرال بود که به دلیل داشتن قراردادهای جاری، از حضور آن شرکت در مزایده‌ها برای قراردادهای تازه، جلوگیری می‌کرد.
در ۴ مه ۲۰۱۵ شرکت بین‌المللی کاربردهای علمی، شرکت سیتور هلدینگز را به ارزش ۷۹۰ میلیون دلار خرید تا با استفاده از قراردادهای طبقه‌بندی‌شده، کارکنان دارنده تاییدیه امنیتی، و زیرساخت‌های امنیتی گسترده، حضور خود در صنعت اطلاعات را بیشتر کند. پیش از آن، شرکت مبادله کننده سهام اختصاصی لئونارد گرین و شرکا، صاحب سیتور هلدینگز بود.
در ۱۰ سپتامبر ۲۰۱۸ شرکت بین‌المللی کاربردهای علمی، اعلام کرد شرکت انگلیتی را خریده است. انگلیتی، رقیب شرکت بین‌المللی کاربردهای علمی، در بخش پیمان‌کار عمومی خدمات به حکومت فدرال بود که با ادغام در شرکت بین‌المللی کاربردهای علمی، ارزش قراردادهای آن به ۲/۵ میلیارد دلار در ژانویه ۲۰۱۹ رسید.

## عملیات
شرکت بین‌المللی کاربردهای علمی، مدل عملیاتی ماتریسی دارد که در آن، بخش‌های خدماتی گوناگون، برای پیشبرد یک قرارداد مشخص، با یکدیگر همکاری می‌کنند.

## کارکنان
دبورا لی جیمز، رئیس بخش فناوری و مهندسی شرکت بین‌المللی کاربردهای علمی، پس از گماشته شدن از سوی باراک اوباما به جایگاه دبیر نیروی هوایی ایالات متحده آمریکا در ۲۰ دسامبر ۲۰۱۳ سوگند یاد کرد.